# Amorphophallus verticillatus
Amorphophallus verticillatus är en kallaväxtart som beskrevs av Wilbert Leonard Anna Hetterscheid. Amorphophallus verticillatus ingår i släktet Amorphophallus och familjen kallaväxter. Inga underarter finns listade.